# Tschammerpokal 1941
In 1941 vond de zevende editie van de Tschammerpokal plaats, de voorloper van de huidige DFB-Pokal.
Er namen nu ook clubs deel uit de geannexeerde gebieden Elzas-Lotharingen en Danzig-West-Pruisen. Twee teams uit de Bezirksliga bereikten de hoofdtabel, Königsberger STV en LSV Kamp-Köslin. Deze laatste bereikte zelfs de kwartfinale.
Dresdner SC won voor de tweede maal op rij.

## Eindronde

### Eerste ronde
De eerste ronde werd gespeeld op 12 juli 1941, twee wedstrijden vonden plaats op 8 en 20 juli.
| Thuisploeg                        |   | Uitploeg                    | Uitslag               | Stad, Stadion                                  |
| --------------------------------- | - | --------------------------- | --------------------- | ---------------------------------------------- |
| SK Rapid Wien                     | – | FC Wien                     | 4:3 (0:1)             | Wenen, Pfarrwiese                              |
| FK Austria Wien                   | – | SC Wacker Wien              | 6:2 (5:1)             | Wenen, Wiener Sportclub-Platz                  |
| Holstein Kiel                     | – | Hamburger SV                | 2:1 (1:0)             | Kiel, Holstein-Stadion                         |
| SV Waldhof Mannheim               | – | SpVgg Sandhofen             | 2:1 (1:1)             | Mannheim, Stadion am Alsenweg                  |
| SSV Jahn Regensburg               | – | TSV 1860 München            | 2:6 (0:2)             | Regensburg, Jahnstadion                        |
| TSV Schwaben Augsburg             | – | 1. FC Nürnberg              | 0:7 (0:2)             | Augsburg, Schwaben-Platz                       |
| SV Prussia-Samland Königsberg     | – | Königsberger STV            | 3:8 (0:3)             | Koningsbergen, Sportplatz Steffeckstraße       |
| VfB Königsberg                    | – | MSV von der Goltz Tilsit    | forfait               |                                                |
| SC Preußen Danzig                 | – | Viktoria Stolp              | 2:4 (2:1)             | Danzig, Preußenplatz Bischofsberg              |
| MSV Hubertus Kolberg              | – | LSV Kamp-Köslin             | 2:3 (1:1)             | Kolberg, Militärsportplatz                     |
| LSV Stettin                       | – | Tennis Borussia Berlin      | 0:6 (0:2)             | Stettin, Richard-Lindemann-Platz               |
| Hertha BSC                        | – | SpVgg Blau-Weiß 1890 Berlin | 1:2 (0:0)             | Berlijn, Polizei-Stadion                       |
| Vorwärts-Rasensport Gleiwitz      | – | DTSG Krakau                 | 7:2 (2:1)             | Gleiwitz, Jahnstadion                          |
| Breslauer SpVg 02                 | – | Germania Königshütte        | 3:2 (1:0)             | Breslau, Sportpark Gräbschen                   |
| Dresdner Sportfreunde 01          | – | PSV Chemnitz                | 0:2 (0:0)             | Dresden, Sportfreunde-Platz Bärnsdorfer Straße |
| LSV Nordhausen                    | – | 1. SV Jena                  | 2:4 (1:4)             | Nordhausen                                     |
| Eimsbütteler TV                   | – | Werder Bremen               | 1:2 (1:1)             | Hamburg, Stadion Hoheluft                      |
| Eintracht Braunschweig            | – | Hannover 96                 | 1:3 (1:3)             | Braunschweig, Eintracht-Stadion                |
| SV Linden 07                      | – | Wilhelmsburger FV           | 6:5 n.V. (5:5, 3:2)   | Hannover, Platz des SV Linden 07               |
| Rot-Weiss Essen                   | – | FC Schalke 04               | 1:2 n.V. (1:1, 0:0)   | Essen, Stadion an der Hafenstraße              |
| Westende Hamborn                  | – | TuS Helene Essen            | 0:0 n.V.              | Duisburg, Sportplatz Rönsberghof               |
| TuS Duisburg 48/99                | – | Schwarz-Weiß Essen          | 0:1 (0:1)             | Duisburg, Fugmann-Kampfbahn                    |
| SV Victoria 1911 Köln             | – | Fortuna Düsseldorf          | Stop na 40 minuten(1) | Keulen, Platz am Bonner Wall                   |
| Reichsbahn TSV Rot-Weiß Frankfurt | – | VfL 99 Köln                 | Stop na 74 minuten(2) | Frankfurt, Rot-Weiß-Platz am Brentano-Bad      |
| SV Kurhessen 1893 Kassel          | – | BC Sport Kassel             | 0:4 (0:1)             | Kassel, Kurhessen-Platz                        |
| Borussia Fulda                    | – | Kickers Offenbach           | 9:6 (1:5)             | Fulda, Stadion Johannisau                      |
| 1. FC Rheinfelden                 | – | FC Mülhausen                | 0:2 (0:1)             | Rheinfelden, Platz des 1. FC                   |
| FV Metz                           | – | VfL Neckarau                | 4:0 (2:0)             | Metz, Städtisches Stadion                      |
| Stuttgarter Kickers               | – | VfB 05 Knielingen           | 17:0 (8:0)            | Stuttgart, Degerloch                           |
| SpVgg Fürth                       | – | Stuttgarter SC              | 7:0 (2:0)             | Fürth, Ronhof                                  |
| NSTG Prag                         | – | SK Admira Wien              | 1:2 (1:0)             | Praag, Platz der NSTG                          |
| LSV Wurzen                        | – | Dresdner SC                 | 1:4 (0:2)             | Wurzen, Kasernenhof                            |

Replay
| Thuisploeg                        |   | Uitploeg           | Uitslag   | Stad, Stadion                             |
| --------------------------------- | - | ------------------ | --------- | ----------------------------------------- |
| TuS Helene Essen                  | – | Westende Hamborn   | 2:4 (2:1) | Essen,Stadion Bäuminghausstraße           |
| Reichsbahn TSV Rot-Weiß Frankfurt | – | VfL 99 Köln        | 3:0 (1:0) | Frankfurt, Rot-Weiß-Platz am Brentano-Bad |
| SV Victoria 1911 Köln             | – | Fortuna Düsseldorf | 0:4 (0:4) | Keulen, Platz am Bonner Wall              |

### Tweede ronde
De tweede ronde werd gespeeld van 2 tot 10 augustus 1941.
| Thuisploeg                   |   | Uitploeg                          | Uitslag   | Stad, Stadion                       |
| ---------------------------- | - | --------------------------------- | --------- | ----------------------------------- |
| Tennis Borussia Berlin       | – | Blau-Weiß 90 Berlin               | 2:3 (2:1) | Berlijn, Polizei-Stadion            |
| Königsberger STV             | – | VfB Königsberg                    | 0:7 (0:4) | Koningsbergen, Horst-Wessel-Stadion |
| Vorwärts Rasensport Gleiwitz | – | Breslauer SpVg 02                 | 6:1 (4:1) | Gleiwitz, Jahnstadion               |
| Polizei-SV Chemnitz          | – | Dresdner SC                       | 0:3 (0:0) | Chemnitz, PSV-Platz                 |
| Viktoria Stolp               | – | LSV Kamp-Köslin                   | 0:3 (0:0) | Stolp, Hindenburg-Kampfbahn         |
| 1. SV Jena                   | – | Borussia Fulda                    | 5:3 (1:0) | Jena, Abbe-Sportfeld                |
| Werder Bremen                | – | Holstein Kiel                     | 1:2 (1:1) | Bremen, Weserstadion                |
| Hannover 96                  | – | SV Linden 07                      | 5:1 (1:0) | Hannover, Hindenburg-Kampfbahn      |
| WKG Westende Hamborn         | – | Schwarz-Weiß Essen                | 1:2 (0:2) | Duisburg, Sportplatz Rönsberghof    |
| BC Sport Kassel              | – | SV Waldhof Mannheim               | 0:3 (0:2) | Kassel, Sportplatz Hafenbrücke      |
| FV Metz                      | – | Reichsbahn TSV Rot-Weiß Frankfurt | 0:0 n.V.  | Metz, Saint-Symphorien-Stadion      |
| FC Mülhausen                 | – | Stuttgarter Kickers               | 0:4 (0:1) | Mülhausen                           |
| TSV 1860 München             | – | FK Austria Wien                   | 2:5 (1:2) | München, Hanns-Braun-Kampfbahn      |
| SK Rapid Wien                | – | SK Admira Wien                    | 3:5 (2:3) | Wenen, Stadion an der Hopfengasse   |
| FC Schalke 04                | – | Fortuna Düsseldorf                | 4:2 (4:0) | Gelsenkirchen, Glückauf-Kampfbahn   |
| 1. FC Nürnberg               | – | SpVgg Fürth                       | 4:1 (3:0) | Neurenberg, Zabo                    |

Replay
| Thuisploeg                        |   | Uitploeg | Uitslag   | Stad, Stadion                             |
| --------------------------------- | - | -------- | --------- | ----------------------------------------- |
| Reichsbahn TSV Rot-Weiß Frankfurt | – | FV Metz  | 0:2 (0:0) | Frankfurt, Rot-Weiß-Platz am Brentano-Bad |

### 1/8ste finale
De 1/8ste finale werd gespeeld van 24 tot 31 augustus 1941.
| Thuisploeg          |   | Uitploeg                     | Uitslag   | Stad, Stadion                   |
| ------------------- | - | ---------------------------- | --------- | ------------------------------- |
| LSV Kamp-Köslin     | – | VfB Königsberg               | 3:2 (1:1) | Köslin                          |
| Holstein Kiel       | – | Blau-Weiß 90 Berlin          | 4:0 (1:0) | Kiel, Holstein-Stadion          |
| FK Austria Wien     | – | Vorwärts Rasensport Gleiwitz | 8:0 (2:0) | Wenen, Praterstadion            |
| Dresdner SC         | – | Hannover 96                  | 9:2 (4:2) | Dresden, Stadion am Ostragehege |
| SV Waldhof Mannheim | – | SK Admira Wien               | 0:1 (0:0) | Mannheim, Stadion am Alsenweg   |
| Stuttgarter Kickers | – | 1. FC Nürnberg               | 4:1 (2:1) | Stuttgart, Degerloch            |
| 1. SV Jena          | – | FV Metz                      | 3:0 (1:0) | Jena, Ernst-Abbe-Sportfeld      |
| Schwarz-Weiß Essen  | – | FC Schalke 04                | 1:5 (1:2) | Essen, Uhlenkrugstadion         |

### Kwartfinale
De kwartfinale werd gespeeld op 21 september 1941.
| Thuisploeg      |   | Uitploeg            | Uitslag   | Stad, Stadion                     |
| --------------- | - | ------------------- | --------- | --------------------------------- |
| Holstein Kiel   | – | 1. SV Jena          | 2:1 (2:0) | Kiel, Holstein-Stadion            |
| LSV Kamp-Köslin | – | Dresdner SC         | 1:4 (0:2) | Stettin, Richard-Lindemann-Platz  |
| SK Admira Wien  | – | Stuttgarter Kickers | 5:0 (4:0) | Wenen, Stadion an der Hopfengasse |
| FC Schalke 04   | – | FK Austria Wien     | 4:1 (1:1) | Gelsenkirchen, Glückauf-Kampfbahn |

### Halve finale
De halve finale werd gespeeld op 12 oktober 1941.
| Thuisploeg    |   | Uitploeg       | Uitslag   | Stad, Stadion                     |
| ------------- | - | -------------- | --------- | --------------------------------- |
| Dresdner SC   | – | SK Admira Wien | 4:2 (3:1) | Dresden, Stadion am Ostragehege   |
| FC Schalke 04 | – | Holstein Kiel  | 6:0 (2:0) | Gelsenkirchen, Glückauf-Kampfbahn |

### Finale
De wedstrijd werd op 2 november 1941 voor 65.000 toeschouwers gespeeld.
| Thuisploeg  |   | Uitploeg      | Uitslag   | Stad, Stadion           |
| ----------- | - | ------------- | --------- | ----------------------- |
| Dresdner SC | – | FC Schalke 04 | 2:1 (1:0) | Berlijn, Olympiastadion |

Tschammerpokal:
1935 · 
1936 · 
1937 · 
1938 · 
1939 ·
1940 · 
1941 · 
1942 · 
1943 

DFB-Pokal:
1952/53 · 
1953/54 · 
1954/55 · 
1955/56 · 
1956/57 · 
1957/58 · 
1958/59 · 
1959/60 · 
1960/61 · 
1961/62 · 
1962/63 · 
1963/64 · 
1964/65 · 
1965/66 · 
1966/67 · 
1967/68 · 
1968/69 · 
1969/70 · 
1970/71 · 
1971/72 · 
1972/73 · 
1973/74 · 
1974/75 · 
1975/76 · 
1976/77 · 
1977/78 · 
1978/79 · 
1979/80 · 
1980/81 · 
1981/82 · 
1982/83 · 
1983/84 · 
1984/85 · 
1985/86 · 
1986/87 · 
1987/88 · 
1988/89 · 
1989/90 · 
1990/91 · 
1991/92 · 
1992/93 ·
1993/94 · 
1994/95 · 
1995/96 · 
1996/97 · 
1997/98 · 
1998/99 · 
1999/00 · 
2000/01 · 
2001/02 ·
2002/03 · 
2003/04 ·
2004/05 · 
2005/06 ·
2006/07 · 
2007/08 ·
2008/09 ·
2009/10 · 
2010/11 ·
2011/12 ·
2012/13 ·
2013/14 ·
2014/15 ·
2015/16 ·
2016/17 ·
2017/18 ·
2018/19 ·
2019/20 ·
2020/21 .
2021/22 ·
2022/23 ·
2023/24 .
2024/25